# عقارب، حماة
عقارب (به عربی: عقارب) یک روستا در سوریه است که در ناحیه صبوره واقع شده‌است. عقارب ۳٬۸۳۰ نفر جمعیت دارد.